# Коттон, Эмиль
Эмиль Клеман Коттон — французский геометр; брат Эме Коттон.

## Биография
Работал профессором математики в университете Гренобля.
Занимал профессорскую должность с 1904 года до его выхода на пенсию в 1942 году.

## Вклад в науку
- В своей диссертации ввёл так называемый тензор Коттона, характеризующий конформно плоские многообразия[5].